# فرانک هنری
فرانک هنری (انگلیسی: Frank Henry; ۱۵ دسامبر ۱۹۰۹ – ۲۵ اوت ۱۹۸۹) سوارکار اهل ایالات متحده آمریکا بود.